# أمجد (اسم)
أَمْجَد هو اسم علم مذكر من أصل عربي، وجاء الاسم على صيغة أفعل، ومعناه هو الأكثر رفعة وشرفًا.

## شخصيات تحمل الاسم
- أمجد الطرابلسي
- أمجد الزهاوي
- أمجد خان
- أمجد علي الأعظمي
- أمجد أبو العلا
- أمجد أحمد النجار
- أمجد الحارثي
- أمجد الرشيد
- أمجد السيد
- أمجد الشوا
- أمجد الصابوري
- أمجد العضايلة
- أمجد المحسن
- أمجد الميهان
- أمجد إسماعيل
- أمجد إقبال
- أمجد بدر
- أمجد بديوي
- أمجد برناوي
- أمجد برهم
- أمجد بشير
- أمجد تكروني
- أمجد توفيق الشعيبى
- أمجد حميد
- أمجد خان (لاعب كريكت)
- أمجد خان (لاعب إسكواش)
- أمجد خان (لاعب كريكت أمريكي)
- أمجد راضي
- أمجد رسمي
- أمجد ريان
- أمجد سلفيتي
- أمجد شلتوني
- أمجد صابري
- أمجد طعمة
- أمجد عابد
- أمجد عطا الله
- أمجد عطوان
- أمجد علي
- أمجد علي خان
- أمجد علي خان (سياسي)
- أمجد علي شاه
- أمجد غانم
- أمجد قورشة
- أمجد كلف
- أمجد محمد سعيد
- أمجد ناصر
- أمجد هوساوي (لاعب كرة قدم مواليد 1994)
- أمجد هوساوي (لاعب كرة قدم مواليد 2001)
- أمجد وليد